# Distrito de Caraybamba
El Distrito de Caraybamba es uno de los 17 distritos de la Provincia de Aymaraes  ubicada en el departamento de Apurímac, bajo la administración del Gobierno regional de Apurímac, en el sur del Perú.
Desde el punto de vista jerárquico de la Iglesia católica forma parte de la Diócesis de Abancay la cual, a su vez, pertenece a la Arquidiócesis de Cusco.

## Historia
Creación del Distrito de Caraybamba: El Congreso de la República da la Ley N.º 12678 creando el distrito de Caraybamba en la provincia de Aymaraes del departamento de Apurimac, teniendo como anexos el pueblo de Colca y los centros poblados de Pampiyo, Allallaca y Aparaya.
Se promulgó en el Congreso el siete de diciembre de mil novecientos cincuenta y seis siendo Presidente del Senado José Gálvez, firmado por el presidente de la República Manuel Prado y Ugarteche, el día 14 de diciembre de 1956.

## Lugares de interés
* Andenería : El Distrito de Caraybamba es el distrito con mayor andenería de Apurimac, sus andenes se extienden a lo largo de toda la quebrada del río Caraybamba reluciendo sus pasos incaicos en dicha zona, actualmente se está recuperando este patrimonio.
* Ruinas de Acllamarca
* Nevado Pisti-Cucchi: Es un paraje a 5.300 nsnm aproximadamente. También podemos apreciar algunas manadas reducidas de vicuñas, depredadas a través de los años por su lana valiosa.

## Autoridades

### Municipales
- 2023-2026:[3]
  - Alcalde: Jhon Anchayhua Segovia , Peru Libre (APU).
  - Regidores: Sabino Mena Condori (APU), Ernestina Herencia Morales (APU), Luis Nicacio Alejandro Caillahua (APU), Aydee Condori Huamaní (APU), Maximiliano Cuipa Atahua (Poder Popular Andino).

## Festividades
- FEBRERO/MARZO  :  FIESTA DE CARNAVALES
- Agosto 30: Santa Rosa.
- Septiembre 8: Virgen de Cocharcas.
- Octubre: Virgen del Rosario.